# International Business College
IBC International Business College er Danmarks femtestørste handelsskole beliggende i Kolding, Aabenraa, Fredericia-Middelfart. Kolding Købmandsskole fusionerer i 2002 med  Fredericia-Middelfart Handelsskole og ændrer således navn til International Business College. I 2004 fusionerer Aabenraa Business College med IBC og i 2008 med VUC Fredericia-Middelfart. I 2009 har IBC Kolding store pladsproblemer. Da det ikke er muligt at bygge videre på grunden erhverver IBC den gamle træbeskyttelsesvirksomhed GORI på Birkemosevej i Kolding. Den 12.500 kvm store træbygning bliver omdannet til et efteruddannelses- og videncenter under navnet IBC Innovationsfabrikken. IBC Kurser og Hovedforløbet holder til på Innovationsfabrikken, sammen med store dele af administrationen - direktion, sekretariat økonomi, marketing/kommunikation og IT. Innovationsfabrikken bruges også som møde- og konferencecenter. 
Den gamle Kolding Købmandsskole, blev grundlagt i 1888 på baggrund af Konsul Rasmus Kaalund og Købmand Anton Simonsens ønske om, at handelsstandens unge skulle have mulighed for at dygtiggøre sig inden for de merkantile fag. Dermed har Kolding Købmandsskole i mere end 125 år uddannet elever..
IBC's mission er "et bedre sted at lære". Når elever, kursister og personale trives, fungerer indlæringen og på den måde stræber IBC imod at leve op til sin mission. IBC udbyder mange former for uddannelse inden for det merkantile område – såvel erhvervsuddannelser, handelsgymnasiale uddannelser og kurser inden for det merkantile område..

## Reference
1. 1 2  "IBC". Arkiveret fra originalen 24. marts 2010. Hentet 5. oktober 2009.

55°29′4.27″N 9°29′8.93″Ø / 55.4845194°N 9.4858139°Ø